# Eucerinoda gayi
Eucerinoda gayi là một loài Hymenoptera trong họ Apidae. Loài này được Spinola mô tả khoa học năm 1851.